# Vorderer Prodel
Der Vordere Prodel, auch Klammen oder Klamm, ist ein 1470 m hoher Nebengipfel des Eckhaldekopfs im Prodel-Schichtkamm der Allgäuer Alpen. Er liegt im Gebiet der Gemeinde Oberstaufen  im Landkreis Oberallgäu.

## Geographie
Der Vordere Prodel erhebt sich am Rand des Konstanzer Tals und gehört zu den Allgäuer Nagelfluh-Schichtkämmen und ist dort Teil des Prodel-Schichtkamms. Vom Gipfel aus hat man aufgrund der starken Bewaldung keinen Ausblick auf das Tal, allerdings kann man von einigen Stellen die südlich verlaufende Hochgratkette sehen. Im Süden des Vorderen Prodels verläuft der Laubgundwald und das Weißachtal. Der Vordere Prodel überragt den westlich angrenzenden Denneberg. Im Osten wird er vom Himmelseck mit 1487 m überragt.

## Namen
Der Name Prodel leitet sich von der Prodelalpe ab, nach welcher letztlich der Prodel-Schichtkamm benannt ist. Der Name Klamm, bzw. Klammen leitet sich von den auf beiden Hangseiten liegenden Klammalpen ab. 

## Alpinismus
Im Sommer ist der Gipfel ein häufiges Etappenziel bei Wanderrouten über den Prodelkamm. Am Nordhang liegt, eigentlich schon auf dem Denneberg, der Prodellift des Skigebiets Hündle-Thalkirchdorf. Am Südhang liegen die Laubgundalpe sowie die Alpe Kuhschwand, von der man einen guten Ausblick über das Konstanzer Tal hat. Am Gipfel befindet sich die verfallene Melkhütte. Außerdem befinden sich am Vorderen Prodel die obere und die untere Klammalpe.